# Tisbisoma triarticulatum
Tisbisoma triarticulatum är en kräftdjursart som beskrevs av Wells 1967. Tisbisoma triarticulatum ingår i släktet Tisbisoma och familjen Tisbidae. Inga underarter finns listade i Catalogue of Life.